# Takuvaine-Tutakimoa
Inscrits : 710 (2006)
Takuvaine-Tutakimoa est l'une des quatre circonscriptions électorales du district d'Avarua sur l'île de Rarotonga (îles Cook). Elle est constituée de 3 tapere :
- Tutakimoa
- Tauae
- Takuvaine

Cette circonscription fut créée en 1981 par l'amendement constitutionnel n°9. Jusqu'alors les 4 sièges de Tupapa-Maraerenga, Takuvaine-Tutakimoa, Avatiu-Ruatonga-Palmerston et Nikao-Panama étaient regroupés dans la circonscription de  Teauotonga

## Élections de 2004
Sans surprise Geoffrey Henry, leader du CIP, fut réélu dans cette circonscription qu'il détenait depuis 1983
| Geoffrey Henry (CIP) | 46,1 % |
| Mama Ngai Tupa (DP)  | 38,3 % |
| Jessie Sword (Ind.)  | 15,6 % |

## Élections de 2006
Pour la première fois depuis plus de vingt ans, ce bastion du CIP passa dans l'escarcelle de du Démo. Mama Ngai Tupa, 72 ans, qui avait axé sa campagne sur une problématique avant tout locale remporta le scrutin avec 8 points d'avance sur Mark Brown, le neveu de Geoffrey Henry qui espérait bien reprendre la succession de son oncle, ce dernier ayant décidé quelques mois plus tôt de prendre sa retraite politique
| Mark Brown (CIP)    | 44 % |
| Mama Ngai Tupa (DP) | 56 % |